# Nuraly Alip
Nuraly Alip (en kazajo: Нұралы Әліп; Aktau, 22 de diciembre de 1999) es un futbolista kazajo que juega en la demarcación de defensa para el Zenit de San Petersburgo de la Liga Premier de Rusia.

## Selección nacional
Tras jugar con la selección de fútbol sub-19 de Kazajistán hizo su debut con la selección absoluta el 26 de marzo de 2018 en un partido amistoso contra Bulgaria que finalizó con un resultado de 2-1 a favor del combinado búlgaro tras los goles de Ivelin Popov y Nikolay Bodurov para Bulgaria, y de Yerkebulan Tungyshbayev para Kazajistán.

## Clubes
| Club                     | País       | Año       | Partidos | Goles |
| ------------------------ | ---------- | --------- | -------- | ----- |
| F. C. Kairat             | Kazajistán | 2018-2022 | 103      | 5     |
| Zenit de San Petersburgo | Rusia      | 2022-     | 91       | 2     |

## Palmarés

### Campeonatos nacionales
| Título                     | Club                     | País       | Año  |
| -------------------------- | ------------------------ | ---------- | ---- |
| Copa de Kazajistán         | F. C. Kairat             | Kazajistán | 2018 |
| Liga Premier de Kazajistán | F. C. Kairat             | Kazajistán | 2020 |
| Copa de Kazajistán         | F. C. Kairat             | Kazajistán | 2021 |
| Liga Premier de Rusia      | Zenit de San Petersburgo | Rusia      | 2022 |
| Supercopa de Rusia         | Zenit de San Petersburgo | Rusia      | 2022 |
| Liga Premier de Rusia      | Zenit de San Petersburgo | Rusia      | 2023 |
| Supercopa de Rusia         | Zenit de San Petersburgo | Rusia      | 2023 |
| Liga Premier de Rusia      | Zenit de San Petersburgo | Rusia      | 2024 |
| Copa de Rusia              | Zenit de San Petersburgo | Rusia      | 2024 |
| Supercopa de Rusia         | Zenit de San Petersburgo | Rusia      | 2024 |